# Wzgórza Golan
Wzgórza Golan (hebr. ‏רָמַת הַגוֹלָן‎, Ramat ha-Golan; arab. ‏هضبة الجولان‎, Hadbat al-Dżaulān) – górzysty region o powierzchni 1800 km², zlokalizowany na pograniczu Izraela, Syrii i Libanu. Jego przynależność państwowa jest sporna pomiędzy Izraelem (1200 km²), a Syrią (600 km²). Od czasu wojny sześciodniowej (1967) i wojny Jom Kipur (1973), kiedy to został odebrany Syrii, w większości de facto znajduje się pod władzą Izraela. Na Wzgórzach Golan istnieje 19 moszawów i 10 kibuców. Pod względem administracyjnym Izrael zalicza je do Dystryktu Północnego, natomiast Syria do części muhafazy Al-Kunajtira.

## Geografia

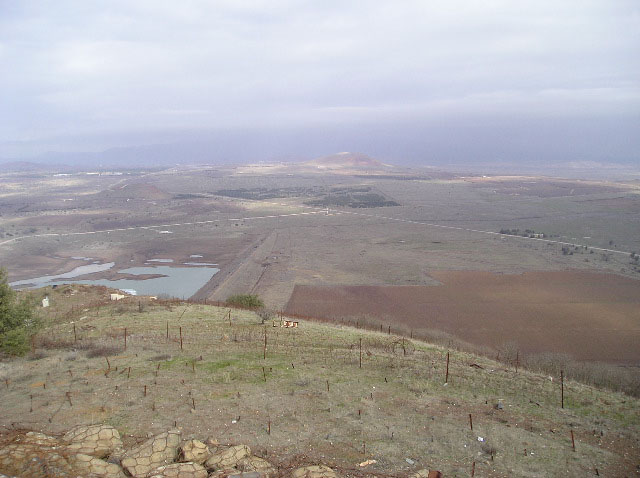
Widok z Bental na Golanie.

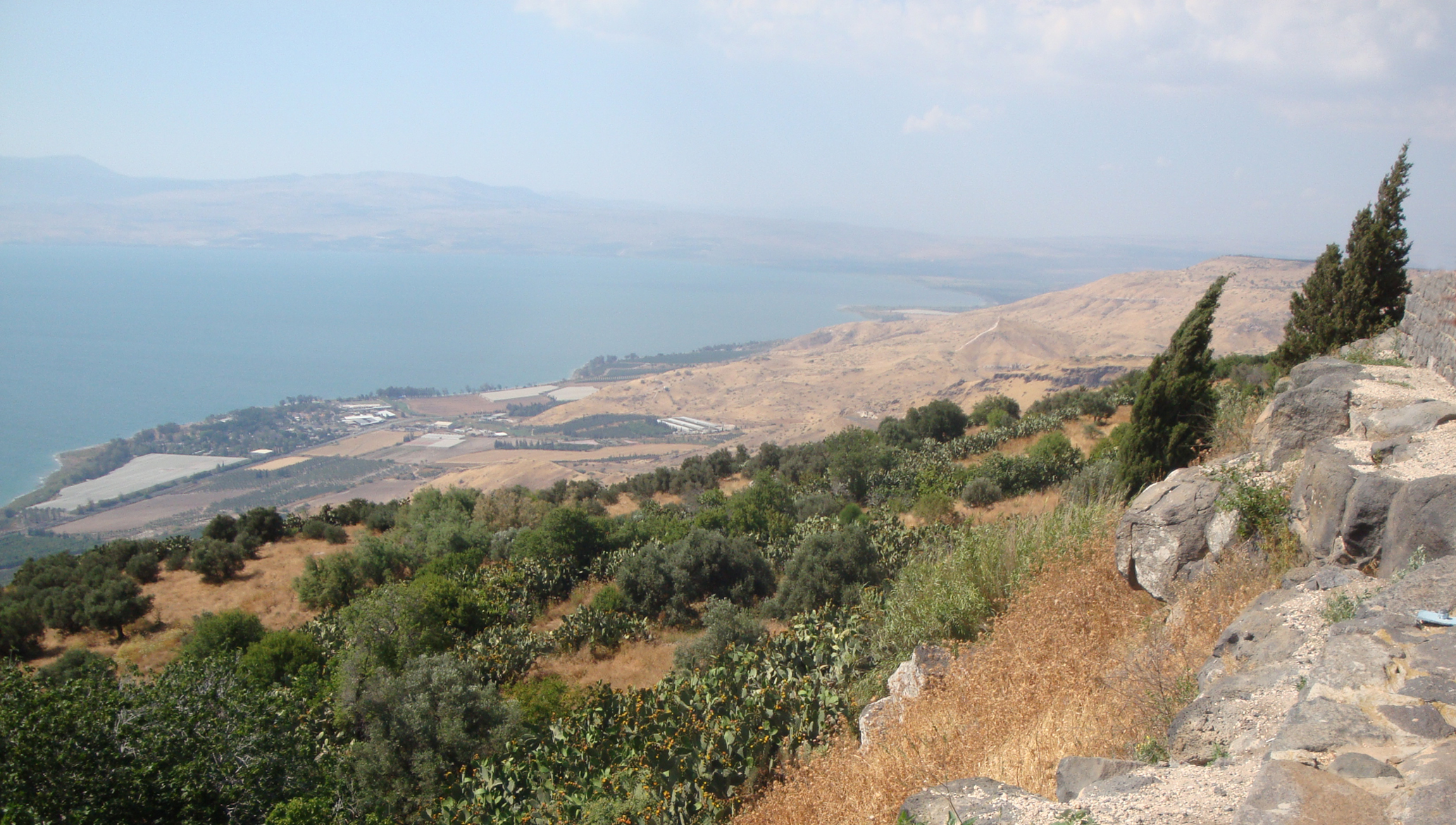
Widok ze Wzgórz Golan na Jezioro Galilejskie.

Górzysty płaskowyż z kopulastymi wzgórzami o wysokości do 500 m n.p.m., licznymi suchymi stepami i dolinami, zajmuje powierzchnię 1200 km². Od zachodu wzgórza są ograniczone Jeziorem Tyberiadzkim i Rowem Jordanu, do którego spadają stromą skarpą o wysokości 500 metrów. Na południu wzgórza opadają do rzeki Jarmuk. Na wschodzie wzgórza przechodzą w wyżynny płaskowyż, nazwany Hauran. Przebiega tędy granica izraelsko-syryjska. Na północy Wzgórza Golan dochodzą do masywu góry Hermon i granicy z Libanem.
Wzgórza Golan zazwyczaj dzieli się na trzy regiony:
- północny – między Nahals Sa’ar, a Gilabon;
- centralny – między Nahals Gilabon, a Dilajot;
- południowy – między Nahal Dilajot, a doliną rzeki Jarmuk.

Geologicznie Wzgórza Golan są płaskowyżem holoceńskiego pola wulkanicznego, które poszerza się w kierunku północno-wschodnim prawie do Damaszku. Cały obszar jest pokryty nieczynnymi stożkami wulkanicznymi. Góra Hermon jest geologicznie oddzielona od pola wulkanicznego Wzgórz Golan. Blisko Hermonu znajduje się jezioro Birkat Baran, które zajmuje dawny krater wulkanu.
Wzgórza Golan są zbiorowiskiem roślinności półpustynnej.

## Historia regionu

### Starożytność
Obszar był zajmowany przez wiele cywilizacji. Do XX wieku p.n.e. zamieszkiwali tutaj Amoryci i Aramejczycy. Później region nazwany Baszan znalazł się pod kontrolą Izraelitów – zamieszkiwało tu pokolenie Dana. Król Salomon mianował w regionie trzech ministrów. Po rozbiciu wewnętrznym królestwa, Golan znalazł się w północnej części, w Królestwie Izraela.
Zgodnie z prawem żydowskim Wzgórza Golan są uważane za część Kanaanu, który jest bardziej święty niż pozostałe części, położone po wschodniej stronie rzeki Jordan.
W VIII wieku p.n.e. kontrolę nad tymi terenami przejęła Babilonia, a następnie Persja. W V wieku p.n.e. osiedlili się tutaj Żydzi powracający z niewoli babilońskiej.
W 332 p.n.e. Wzgórza Golan i cały region został zdobyty przez Aleksandra Macedońskiego. Po jego śmierci Golan wszedł w skład państwa Seleucydów. To właśnie wówczas nadano mu nazwę: Golan (gr. Gaulanitis).
Podczas powstania Machabeuszów Golan pozostał w rękach Seleucydów.
W 34 r. n.e. Rzymianie włączyli Golan w skład prowincji Syrii.

### Współcześnie

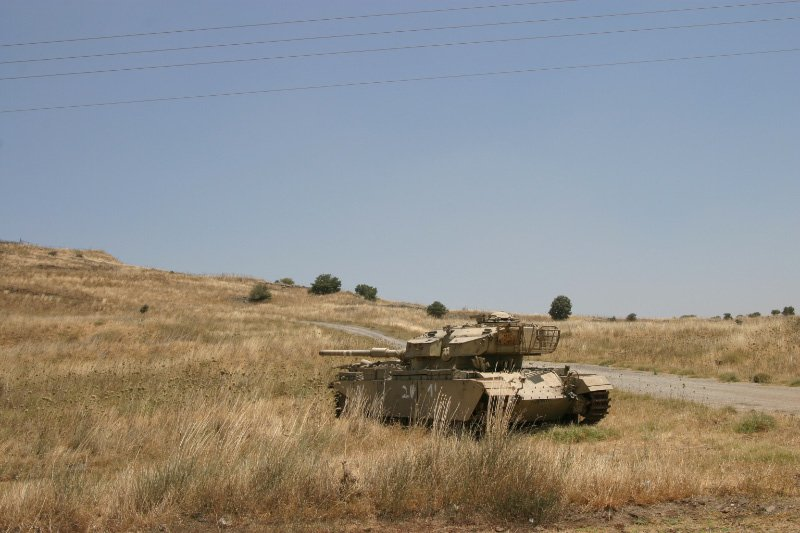
Porzucony na Wzgórzach Golan izraelski czołg Centurion.

Region ten odgrywał ważną rolę w wojnach izraelsko-arabskich. Panowanie nad wzgórzami umożliwia Izraelowi ostrzał Damaszku, a Syrii ostrzał północnego Izraela. Dlatego też zostały one silnie ufortyfikowane. Mimo to w 1967 podczas wojny sześciodniowej Wzgórza Golan zostały błyskawicznie zdobyte przez wojska Izraela. Próba odzyskania ich przez wojska syryjskie podczas wojny Jom Kipur w 1973 zakończyła się niepowodzeniem. Od 1974 roku istnieje pas neutralny, kontrolowany przez Siły pokojowe ONZ (UNDOF), oddzielający Syrię od ziem pod kontrolą izraelską. Na terenie pasa neutralnego znajduje się syryjskie miasto Al-Kunajtira (Quineitra), które przed oddaniem przez Izrael zostało całkowicie zniszczone przez ostrzał artyleryjski. W chwili obecnej władze Syrii wydają przepustki pozwalające na wjazd do Al-Kunajtira, która stała się atrakcją turystyczną. Syryjczycy uważają ruiny miasta za pomnik przypominający o metodach stosowanych przez Izrael.
14 grudnia 1981 izraelski parlament Kneset przyjął prawo o objęciu Wzgórz Golan izraelskim systemem prawnym i administracyjnym. Wzgórza Golan zostały anektowane do państwa Izrael. Rada Bezpieczeństwa ONZ nie uznała tej decyzji.
Teren sporny, do którego roszczą sobie prawa Syria i Liban. Syria domaga się zwrotu całego terytorium Wzgórz Golan. Liban domaga się zwrotu małego obszaru Farm Shebaa, położonego w obszarze góry Hermon. Syria nigdy nie zajęła oficjalnego stanowiska w tej sprawie.
Władze Izraela są przeciwne wycofaniu się z terenów Wzgórz Golan, uważając je za niezbędne dla zapewnienia bezpieczeństwa państwu Izraela.
25 marca 2019 prezydent Donald Trump zadeklarował uznanie przez Stany Zjednoczone Wzgórz Golan jako części terytorium Izraela. Sprzeciw wobec takich działań wyraziła m.in. Rosja, Turcja, Polska, Francja, Niemcy, Wielka Brytania, Belgia oraz sekretarz generalny Organizacji Wyzwolenia Palestyny Sa’ib Urajkat. W Syrii doszło do protestów ulicznych.